# شهرستان برودنیتسا
شهرستان برودنیتسا (به لهستانی: Brodnica County) یک شهرستان در لهستان است که در استان کویافسکو-پومورسکی واقع شده‌است.

## خصوصیات
شهرستان برودنیتسا ۱٬۰۳۸٫۷۹ کیلومترمربع مساحت و ۷۵٬۷۴۳ نفر جمعیت دارد.